# ピアノソナタ第51番 (ハイドン)

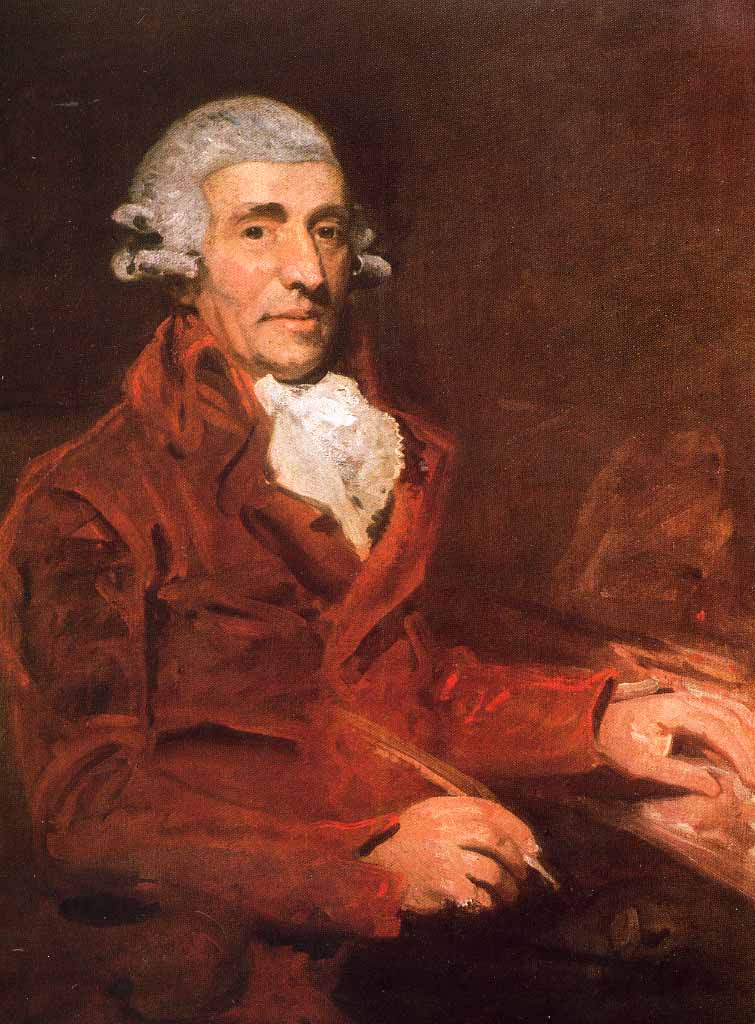
ハイドン（1791年、ジョン・ホプナー画）

ピアノソナタ第51番 ニ長調 作品93, Hob. XVI:51 は、フランツ・ヨーゼフ・ハイドンが1794年から1795年頃に作曲したピアノソナタ。ランドン版では第61番となっている。

## 概要
本作はイギリス・ソナタ（第50番、本作、第52番）の2曲目であり、出版年は1805年である。イギリス・ソナタは、1794年から1795年のロンドン旅行の時に書かれたという定説になっているが、本当にこの時期に書かれたのかをはっきり証明できる資料が無い。特にこの曲においては自筆譜が残っておらず、曲調がハイドンらしくないところがあるため、偽作と言われたこともある。作曲当時は楽団が解散され、ハイドンは年金生活を送り、自由に創作活動をしていた時期である。
第50番と第52番が大曲なのに対してこの曲は短く、シューベルトらしい曲だと指摘する人も少なくない。

## 曲の構成
全2楽章、演奏時間は約5分半。
- 第1楽章 アンダンテ
ニ長調、2分の2拍子（版により4分の4拍子）、ソナタ形式（リピートなし）。

主題が単純でゆったりとした曲想である[1]。

- 第2楽章 フィナーレ：プレスト
ニ長調、4分の3拍子、三部形式。

アウフタクトや3拍目に入る強調が特徴的である[1]。中間部は平行調のロ短調。